# Karol Dejna
Karol Dejna (ur. 10 listopada 1911 w Wielkich Borkach, zm. 15 kwietnia 2004 w Łodzi) – polski językoznawca, slawista.

## Życiorys
W 1930 ukończył II Państwowe Gimnazjum im. Juliusza Słowackiego w Tarnopolu. Studiował filologię polską na Uniwersytecie Jana Kazimierza we Lwowie, który ukończył w 1935. Do 1941 pracował jako nauczyciel w lwowskich szkołach średnich. Od 1945 związany z Uniwersytetem Łódzkim, początkowo jako asystent, następnie adiunkt (1947 obronił doktorat, 1952 habilitował się), zastępca profesora (1951–1954) i profesor (od 1954). Od 1954 był profesorem nadzwyczajnym, od 1962 profesorem zwyczajnym. W 1983 został członkiem korespondentem PAN, 1989 – członkiem rzeczywistym Akademii. Od 1993 członek korespondent Polskiej Akademii Umiejętności. Na Uniwersytecie Łódzkim pełnił m.in. funkcję prorektora (1956–1959), zastępcy dyrektora Instytutu Filologii Polskiej (1970–1979), w roku 1988 został uhonorowany tytułem doktora honoris causa. 
Od 1956 członek Komitetu Językoznawstwa PAN, wieloletni (od 1976) przewodniczący Komisji Dialektologicznej. W latach 1985–1989 był zastępcą przewodniczącego Oddziału PAN w Łodzi. Członek Łódzkiego Towarzystwa Naukowego, przewodniczący Wydziału I tego stowarzyszenia, wiceprezes oraz redaktor „Rozpraw Komisji Językowej Łódzkiego Towarzystwa Naukowego”. Był laureatem nagród resortowych, Nagrody Miasta Łodzi (1982), nagrody naukowej Łódzkiego Towarzystwa Naukowego (1985); został także odznaczony Krzyżem Komandorskim Orderu Odrodzenia Polski, Krzyżem Oficerskim Orderu Odrodzenia Polski, Krzyżem Kawalerskim Orderu Odrodzenia Polski, Medalem Komisji Edukacji Narodowej oraz tytułem honorowym Zasłużony Nauczyciel PRL.
W pracy naukowej zajmował się dialektologią słowiańską. Był autorem ponad 100 prac naukowych, m.in.:
- Polsko-laskie pogranicze językowe na terenie Polski (1951-1952)
- Gwary ukraińskie Tarnopolszczyzny (1957)
- Atlas gwarowy województwa kieleckiego (1962-1968)
- Dialekty polskie (1973)
- Atlas polskich innowacji dialektalnych (1981)
- Atlas gwar polskich. Kwestionariusz - notatnik (1987)
- Słownik gwary czeskiej mieszkańców Kucowa (1990)
- Z zagadnień ewolucji oraz interferencji językowej (1991)